# Gabon na Letnich Igrzyskach Olimpijskich 2016
Gabon na Letnich Igrzyskach Olimpijskich 2012, które odbyły się w Rio de Janeiro, reprezentowało 6 zawodników - 4 mężczyzn i 2 kobiety.
Był to dziesiąty start reprezentacji Gabonu na letnich igrzyskach olimpijskich.

## Reprezentanci

### Judo
Mężczyźni
| Zawodnik     | Konkurencja | 1/32             | 1/16                    | 1/8                | Ćwierćfinał      | Półfinał         | Repasaż          | Finał/BM         | Finał/BM |
| Zawodnik     | Konkurencja | Przeciwnik Wynik | Przeciwnik Wynik        | Przeciwnik Wynik   | Przeciwnik Wynik | Przeciwnik Wynik | Przeciwnik Wynik | Przeciwnik Wynik | Pozycja  |
| ------------ | ----------- | ---------------- | ----------------------- | ------------------ | ---------------- | ---------------- | ---------------- | ---------------- | -------- |
| Paul Kibikai | - 81 kg     | BYE              | Al-Aameri W 000 - 000 S | Nagase P 000 - 100 | NQ               | NQ               | NQ               | NQ               | NQ       |

Kobiety
| Zawodniczka         | Konkurencja | 1/32                | 1/16                | 1/8                 | Ćwierćfinał         | Półfinał            | Repasaż             | Finał/BM            | Finał/BM |
| Zawodniczka         | Konkurencja | Przeciwniczka Wynik | Przeciwniczka Wynik | Przeciwniczka Wynik | Przeciwniczka Wynik | Przeciwniczka Wynik | Przeciwniczka Wynik | Przeciwniczka Wynik | Pozycja  |
| ------------------- | ----------- | ------------------- | ------------------- | ------------------- | ------------------- | ------------------- | ------------------- | ------------------- | -------- |
| Sarah Myriam Mazouz | - 78 kg     | n\a                 | BYE                 | Powell P 000 - 100  | NQ                  | NQ                  | NQ                  | NQ                  | NQ       |

### Lekkoatletyka
Mężczyźni
| Zawodnik            | Konkurencja | Eliminacje | Eliminacje | Ćwierćfinał | Ćwierćfinał | Półfinał | Półfinał | Finał | Finał   |
| Zawodnik            | Konkurencja | Wynik      | Miejsce    | Wynik       | Miejsce     | Wynik    | Miejsce  | Wynik | Miejsce |
| ------------------- | ----------- | ---------- | ---------- | ----------- | ----------- | -------- | -------- | ----- | ------- |
| Wilfried Bingangoye | 100 m       | 11,03      | 5.         | NQ          | NQ          | NQ       | NQ       | NQ    | NQ      |

Kobiety
| Zawodniczka       | Konkurencja | Eliminacje | Eliminacje | Ćwierćfinał | Ćwierćfinał | Półfinał | Półfinał | Finał | Finał   |
| Zawodniczka       | Konkurencja | Wynik      | Miejsce    | Wynik       | Miejsce     | Wynik    | Miejsce  | Wynik | Miejsce |
| ----------------- | ----------- | ---------- | ---------- | ----------- | ----------- | -------- | -------- | ----- | ------- |
| Ruddy Zang Milama | 100 m       | BYE        | BYE        | 11,67       | 7.          | NQ       | NQ       | NQ    | NQ      |

### Pływanie
Mężczyźni
| Zawodnik         | Konkurencja          | Eliminacje | Eliminacje | Półfinał | Półfinał | Finał | Finał   |
| Zawodnik         | Konkurencja          | Czas       | Miejsce    | Czas     | Miejsce  | Czas  | Miejsce |
| ---------------- | -------------------- | ---------- | ---------- | -------- | -------- | ----- | ------- |
| Maël Ambonguilat | 50 m stylem dowolnym | 27,21      | 75.        | NQ       | NQ       | NQ    | NQ      |

### Taekwondo
| Zawodnik      | Konkurencja | 1/8              | Ćwierćfinał      | Półfinał         | Repasaż          | Finał/BM         | Finał/BM |
| Zawodnik      | Konkurencja | Przeciwnik Wynik | Przeciwnik Wynik | Przeciwnik Wynik | Przeciwnik Wynik | Przeciwnik Wynik | Pozycja  |
| ------------- | ----------- | ---------------- | ---------------- | ---------------- | ---------------- | ---------------- | -------- |
| Anthony Obame | + 80 kg     | Cho P 6-12       | NQ               | NQ               | NQ               | NQ               | NQ       |